# Cavilat

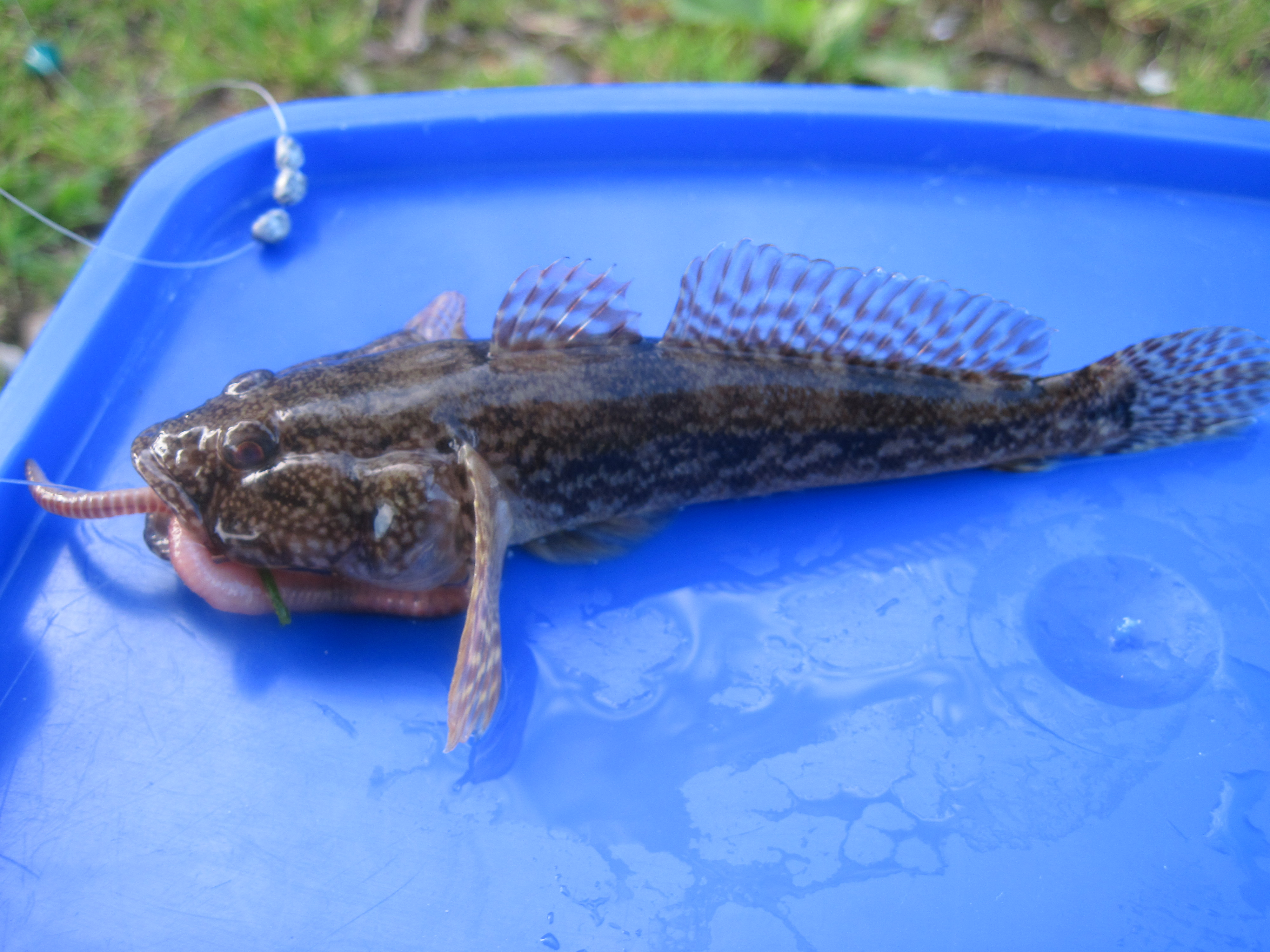
Cavilat

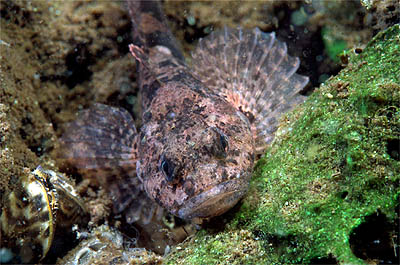
Un cavilat, de cara

El cavilat, el cabilac o la cullereta (Cottus gobio) és una espècie de peix pertanyent a la família dels còtids.

## Descripció
- Fa 18 cm de llargària màxima (normalment, en fa 10).
- Cos en forma de maça i sense escates.
- Cap ample i pla.
- Aleta caudal amb 13-14 radis.
- Nombre de vèrtebres: 31-34.
- Color gris olivaci marró, amb taques irregulars, més fosques al dors i als costats, amb les aletes dorsals, les pectorals i la cua amb taquetes blanques que alternen amb altres de fosques segons el fons en què viu, ja que és molt mimètic.[3][4][5]

## Reproducció
Els ous, de color rosa o groc, es troben agrupats i adherits a la part inferior de pedres grosses.

## Alimentació
Menja petits invertebrats bentònics, sobretot insectes i crustacis.

## Depredadors
A la Gran Bretanya és depredat pel lluç de riu (Esox lucius), a Finlàndia per la lota (Lota lota), a Rússia per Coregonus peled i a Polònia per la llúdria comuna (Lutra lutra).

## Hàbitat
És un peix d'aigua dolça, demersal i de clima subtropical (1 °C-16 °C; 70°N-40°N, 6°W-60°E) que habita els rius de corrent ràpid i altres aigües dolces oxigenades.

## Distribució geogràfica
Es troba a Euràsia.

## Longevitat
La seua esperança de vida és de 10 anys.

## Observacions
És inofensiu per als humans.